# Paul Lewitt
Paul Lewitt (* 30. August 1895 in Prag, Österreich-Ungarn; † 11. September 1983 in Weimar) war ein deutscher Schauspieler und Regisseur.

## Leben
Paul Lewitts Weg als Schauspieler führte über Wien, Linz, nach Berlin, wo er Schüler von Karlheinz Martin war. In Berlin stand er gemeinsam mit Käthe Dorsch, Fritz Kortner und Ernst Deutsch auf der Bühne. Hermine Körner holte ihn an die Dresdener Komödie, wo er auch Regie führte. Am Neuen Schauspielhaus in Königsberg (Preußen) bei Fritz Jessner lernte er seine spätere Frau kennen, die Schauspielerin Charlotte Küter. Beide gingen gemeinsam zurück nach Berlin an die „Junge Volksbühne“. 1933 entzog man Paul Lewitt und seiner Frau die Arbeitserlaubnis, da Lewitt tschechoslowakischer Staatsbürger und beide aktiv antifaschistisch tätig waren. Sie emigrierten in die ČSR nach Prag und Brünn. 1938 inszenierte Paul Lewitt Die Gewehre der Frau Carrar von Bertolt Brecht, mit einer Gruppe antifaschistischer Schauspieler und Charlotte Küter in der Hauptrolle. Von Prag floh das Ehepaar Küter/Lewitt nach Polen und dann weiter nach England. Hier arbeiteten beide am deutschen Emigrantentheater.
Im Dezember 1945 kehrte das Ehepaar wieder nach Deutschland zurück und half in Dresden mit, das Kulturleben wieder aufzubauen. Er wurde Schauspieldirektor der Volksbühne Dresden und 1948 stellvertretender Generalintendant des Staatstheaters Dresden. Ab 1. November 1952 wurde Paul Lewitt als Intendant an das Berliner Theater der Freundschaft berufen. Ab 1953 widmete er sich verstärkt der Regiearbeit in dem neuen Medium Fernsehen, wo er es bis zum Chefregisseur brachte. Daneben spielte er weiter in Fernseh- und Kinofilmen. Er spielte 1974 die Rolle des Horowitz in dem Film Jakob der Lügner (Regie: Frank Beyer), der zahlreiche Auszeichnungen erhielt.
Seinen Lebensabend verbrachte er gemeinsam mit seiner Ehefrau im Weimarer Marie-Seebach-Stift.

## Filmografie
- 1956: Drei Mädchen im Endspiel
- 1958: Der junge Engländer
- 1958: Der Prozeß wird vertagt
- 1960: Der neue Fimmel
- 1960: Seilergasse 8
- 1961: Gewissen in Aufruhr (Fernsehfilm; 5 Teile)
- 1965: Denk bloß nicht, ich heule
- 1965: … nichts als Sünde
- 1965: Der Staatsanwalt hat das Wort: Das Haus am See (Fernsehreihe)
- 1968: Schüsse unterm Galgen
- 1974: Der Staatsanwalt hat das Wort: Das Gartenfest
- 1974: Jakob der Lügner

## Theater (Regie)
- 1946: Klabund: XYZ  – (Vereinigte Volksbühnen Dresden)
- 1946: Friedrich Wolf: Professor Mamlock – (Vereinigte Volksbühnen Dresden)
- 1948: James Gow: Tiefe Wurzeln – (Vereinigte Volksbühnen Dresden)
- 1950: Friedrich Wolf: Die Bürgermeisterin – (Staatstheater Dresden)
- 1951: Boris Djacenko: Dschungel – (Staatstheater Dresden)
- 1951: Gustav von Wangenheim: Auch in Amerika – (Staatstheater Dresden)
- 1951: Vašek Káňa: Brigade Karhan – (Staatstheater Dresden)
- 1951: William Shakespeare: Viel Lärm um nichts – (Staatstheater Dresden)
- 1952: Ernst Fischer: Der große Verrat – (Staatstheater Dresden)
- 1952: Julius Hay: Die Brücke des Lebens – (Staatstheater Dresden)
- 1952: Friedrich Schiller: Wilhelm Tell – (Staatstheater Dresden)
- 1953: A. Sak/I. Kusnezow: Vorwärts, ihr Mutigen – (Theater der Freundschaft)

## Theater (Darsteller)
- 1955: Johann Nestroy: Theaterg’schichten (Theaterdirektor) – Regie: Emil Stöhr (Deutsches Theater Berlin)
- 1962: Gerhart Hauptmann: Florian Geyer (Löslein) – Regie: Wolfgang Heinz (Volksbühne Berlin)

## Hörspiele
- 1955: Anna Seghers: Das siebte Kreuz (Dr. Löwenstein) – Regie: Hedda Zinner (Hörspiel – Rundfunk der DDR)
- 1955: Jan de Hartog: Schiff ohne Hafen (Rabbiner) – Regie: Lothar Dutombé (Hörspiel – Rundfunk der DDR)
- 1959: Friedrich Karl Kaul/Walter Jupé: Alles beim alten (Herr Neumark) – Regie: Gert Beinemann (Hörspiel – Rundfunk der DDR)
- 1962: Max Messer: Der Tod ist kein Geschäft (Leo Steinberg) – Regie: Hans Knötzsch (Hörspiel – Rundfunk der DDR)
- 1964: Fred von Hoerschelmann: Die Saline – Regie: Helmut Hellstorff (Hörspiel – Rundfunk der DDR)
- 1965: Gisela Richter-Rostalski: Eine italienische Familie (Onkel Pietro) – Regie: Flora Hoffmann (Kinderhörspiel – Rundfunk der DDR)
- 1968: Day Keene/Warren Brand: Naked Fury – Nackte Gewalt (Jakob Levi) – Regie: Helmut Hellstorff (Kriminalhörspiel – Rundfunk der DDR)

## Auszeichnungen
- 1958: Medaille für Kämpfer gegen den Faschismus 1933 bis 1945
- 1960: Vaterländischer Verdienstorden in Bronze
- 1970: Vaterländischer Verdienstorden in Silber
- Ehrenmitglied des Fernsehens der DDR